# Elizabeth MacDonald
Elizabeth MacDonald   (Walla Walla, 2 de gener de 1962) (també coneguda com Liz MacDonald) és una científica meteoròloga espacial estatunidenca que treballa al Goddard Space Flight Center de la NASA. És co-investigadora de l'espectròmetre d'heli, oxigen, protons i electrons de la missió de la sonda Radiation Belt Storm Probes (RBSP) de la NASA.

## Infància i educació
Elizabeth MacDonald va néixer a Walla Walla (Washington, USA), filla de Bill i Alice MacDonald.
MacDonald va rebre una llicenciatura en física a la Universitat de Washington, finançada per una beca Space Grant de la NASA , el 1999. La seva mentora, Ruth Skoug, la va animar a continuar investigant. MacDonald va completar els seus estudis de postgrau a la Universitat de New Hampshire, obtenint el seu doctorat en física el 2004.

## Carrera professional
MacDonald s'especialitza en espectrometria de masses per plasma i té experiència en desenvolupament d'instruments i anàlisi i interpretació de dades.
Després de completar el seu doctorat, MacDonald es va incorporar al Laboratori Nacional de Los Alamos (LANL). A LANL va ser l'investigadora principal de l'espectròmetre per plasma Z del Departament d'Energia, Espai i Sistema d'Informes Atmosfèrics sobre la càrrega útil geosíncrona. També va dirigir l'equip de «Recerca innovadora i detecció integrada». Va ser investigadora principal de l'Espectròmetre per Plasma Miniaturitzat Avançat. Va rebre tres vegades el reconeixement dels Premis programa Los Alamos.
Entre 2009 i 2011 va dirigir el Departament d'Energia, finançat per la «Instrumentació Modular Avançada de l'Entorn Espacial». El 2012 es va convertir en investigadora afiliada al Consorci de Nou Mèxic, treballant en el prototip del projecte de ciència ciutadana Aurorasaurus. Ha servit en panells de revisió científica per a les beques de la National Science Foundation i Los Alamos National Laboratory. Actualment MacDonald treballa al Goddard Space Flight Center.
El 2018, MacDonald i el seu equip van anunciar el descobriment d'una nova aurora anomenada Strong Thermal Emission Velocity Enhancement (STEVE). STEVE està més lluny dels pols del que normalment es veu l'aurora. El satèl·lit Swarm A de l'Agència Espacial Europea es va utilitzar per identificar que les partícules carregades al STEVE estaven al voltant dels 6000 °C.

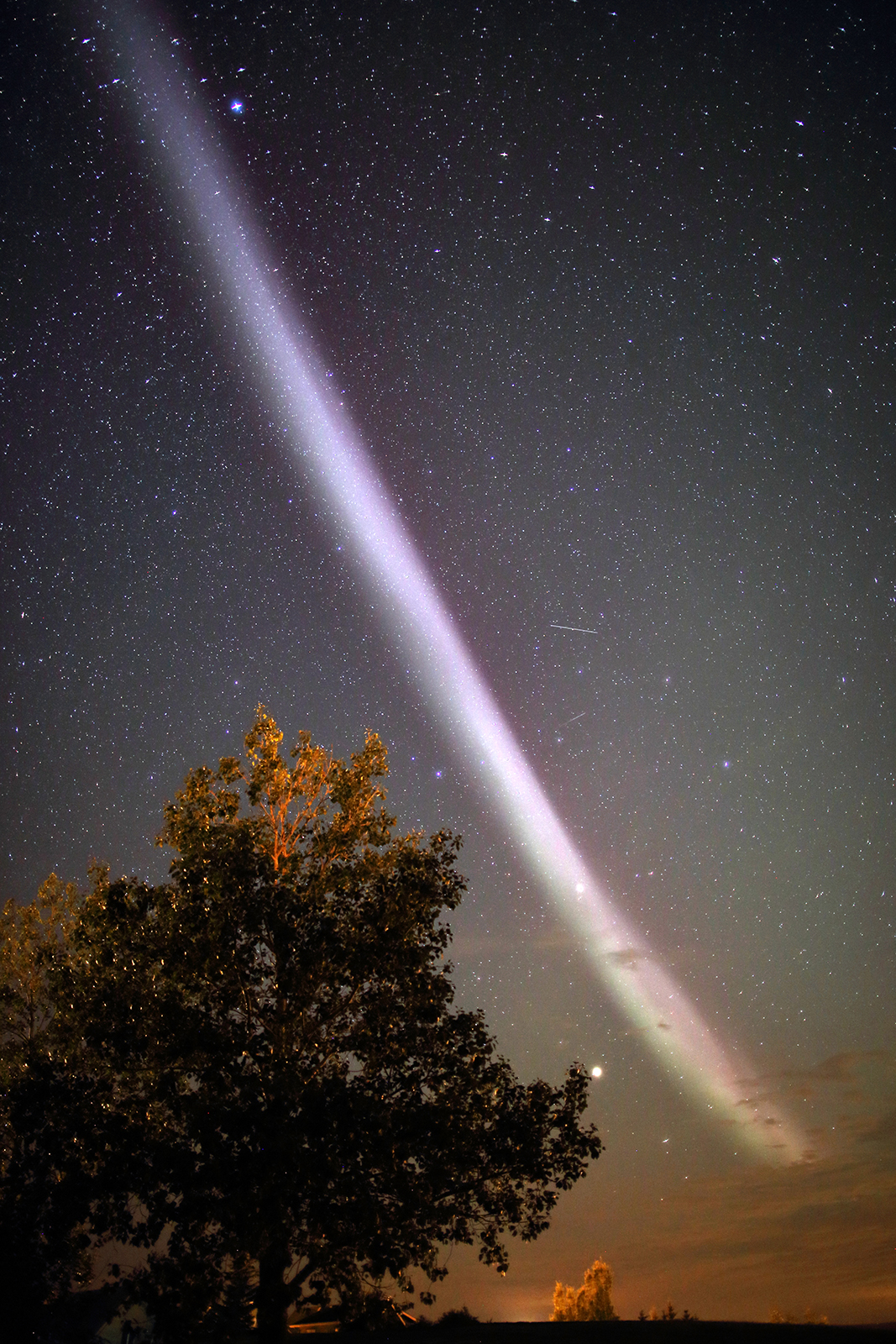
Una fotografia d'un fenomen STEVE el 17 d'agost de 2015 a Little Bow Resort, AB (Canadà)

Va ser observat pels entusiastes de l'aurora canadencs el 2015. MacDonald atribueix la lleugera resplendor porpra a una deriva d'ions subaurorals. MacDonald va publicar la troballa a Science. Està treballant amb la NASA per reunir els albiraments de STEVE.

## Premis i honors
El 2018, MacDonald va ser nomenada graduada amb distinció de les escoles públiques de Walla Walla com a «pionera en iniciatives de ciència ciutadana i mentora per a aspirants a científics de totes les edats».

## Participació pública
El 2016, a la revista Space Weather, MacDonald i els seus companys van informar que «els científics ciutadans poden detectar regularment aurores més al sud d'una àrea on indicaven els models de predicció».
MacDonald lidera un projecte interdisciplinari de ciència ciutadana anomenat Aurorasaurus, que utilitza les xarxes socials per predir les aurores boreals durant el màxim solar actual.
Per finançar el programa, va guanyar una subvenció INSPIRE d'1 milió de dòlars de la National Science Foundation juntament amb Andrea Tapia de la Universitat Estatal de Pennsilvània i Michelle Hall de Science Education Solutions.
Després de notar un augment en les piulades sobre una aurora boreal l'octubre de 2011, va establir Aurorasaurus per fer un seguiment d'aquesta informació de geolocalització per tal de millorar les previsions, com la realitzada pel Centre de Predicció del Temps Espacial de la NOAA.
L'agost de 2017, va parlar al lloc històric nacional de Carl Sandburg Home sobre l'eclipsi solar de 2017. MacDonald parla regularment amb estudiants de secundària i grups comunitaris.